# Павлиньи фазаны
Павлиньи фазаны (лат. Polyplectron) — род птиц семейства фазановых.

## Описание
По общей форме тела напоминают павлинов, а по образу жизни обыкновенных кур. Большую часть времени проводят на земле, скрываясь в густых кустарниках. Хвост довольно длинный, кровлеобразный, из 16 широких перьев. В отличие от павлинов верхние кроющие перья хвоста доходят лишь до половины его. Концы этих, как и рулевых перьев, снабжены крупными глазчатыми пятнами. Цевки самцов вооружены 2—6 шпорами.

## Распространение
Павлиньи фазаны живут в густых лесах юго-восточной Азии.

## Классификация
Международный союз орнитологов относит к роду восемь видов:
- Павлиний фазан (Polyplectron bicalcaratum)
- Polyplectron chalcurum
- Polyplectron napoleonis (=Polyplectron emphanum)
- Polyplectron germaini
- Polyplectron inopinatum
- Polyplectron katsumatae
- Polyplectron malacense
- Polyplectron schleiermacheri

## Иллюстрации

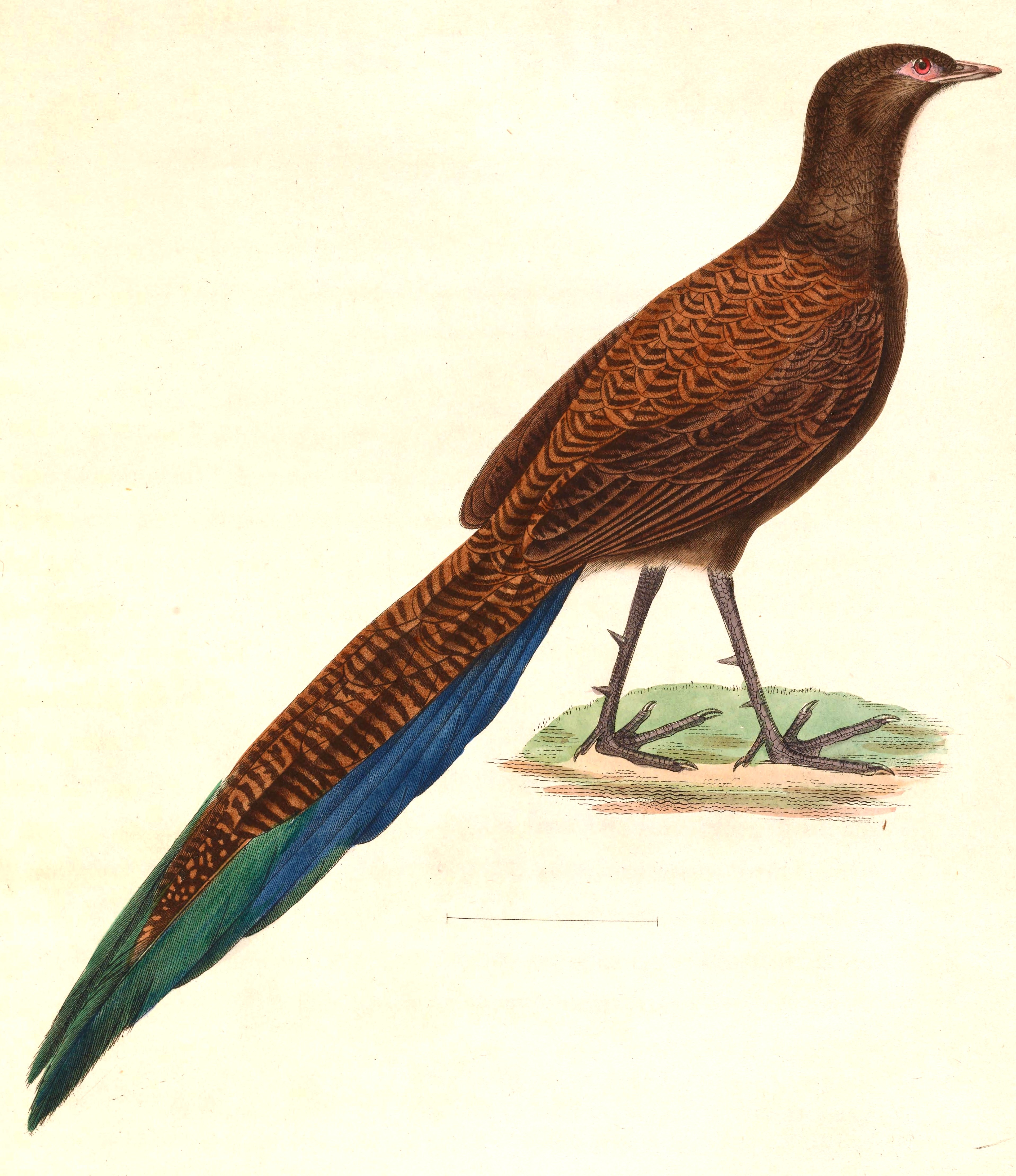
Polyplectron chalcurum
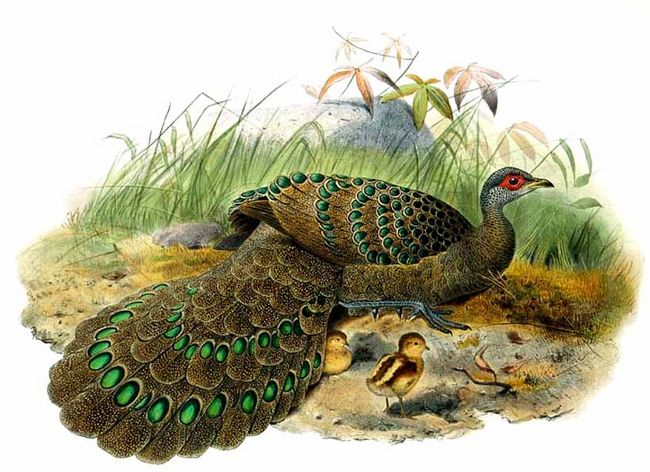
Polyplectron germaini
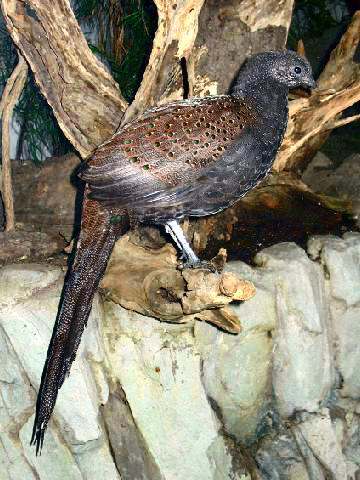
Polyplectron inopinatum
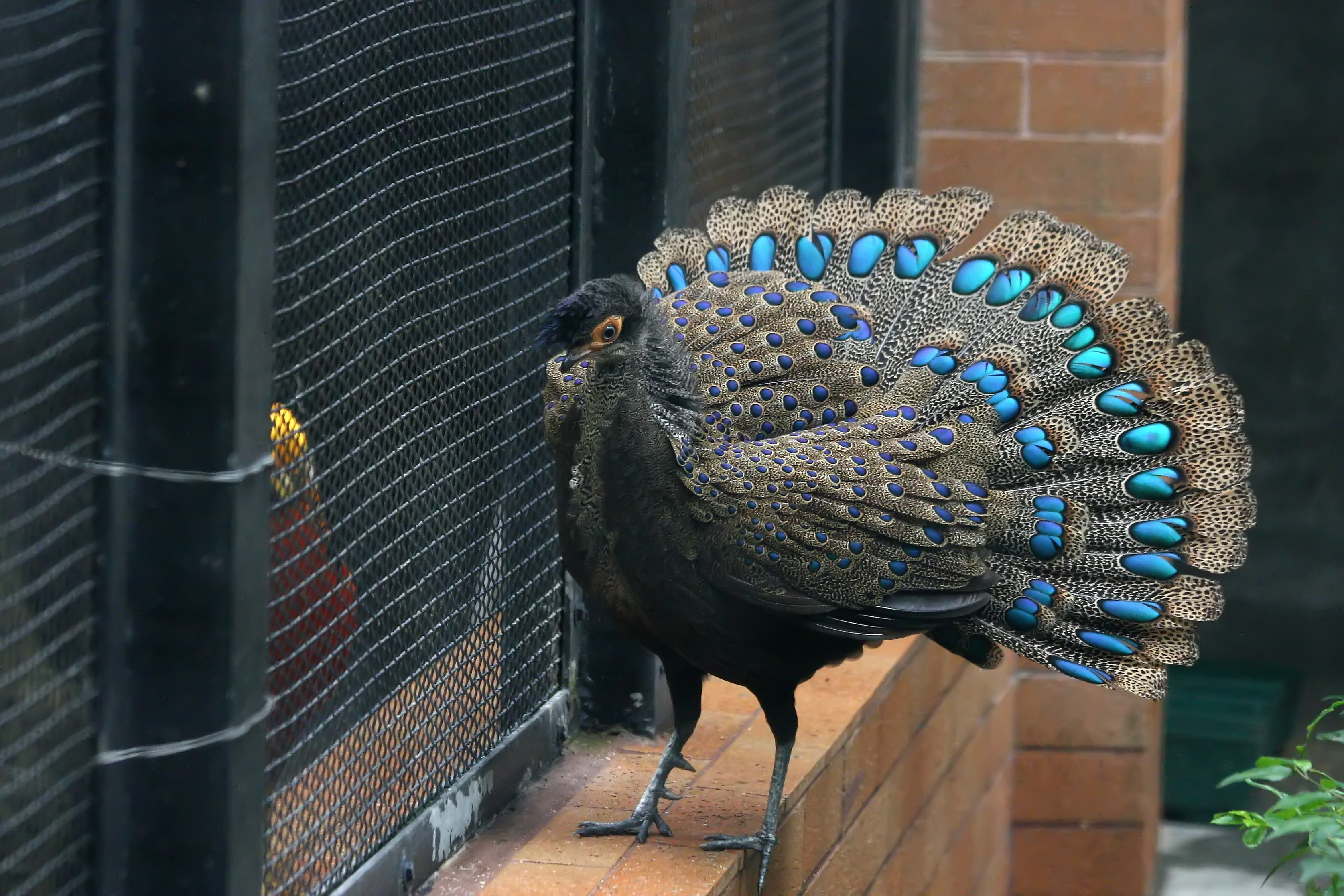
Polyplectron malacense
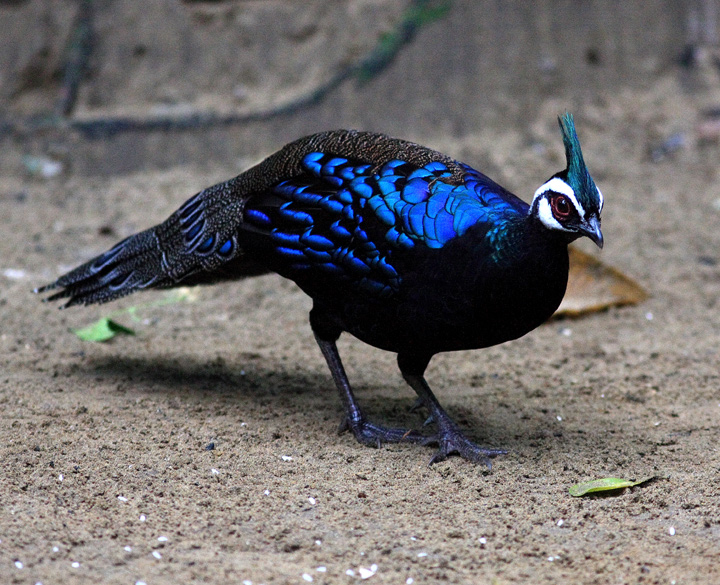
Polyplectron napoleonis